# Uniwersytet Paryski
Uniwersytet Paryski (fr. Université de Paris) – francuski uniwersytet w Paryżu, popularnie zwany Sorboną. W średniowieczu jedna z najstarszych i najważniejszych instytucji tego typu, będąca wzorem dla innych średniowiecznych uniwersytetów.
Sorbona została ustanowiona przez króla Francji Ludwika IX w 1257 r. jako kolegium teologiczne, pomagające ubogim studentom. Z czasem zyskała również funkcje edukacyjne. W XVII wieku kompleks Sorbony zyskał najważniejsze znaczenie wśród budynków uniwersyteckich. Kiedy w XIX w. przeniesiono tam siedzibę organów uniwersytetu, zaczęto go nazywać zwyczajowo Sorboną.

## Historia

### Powstanie

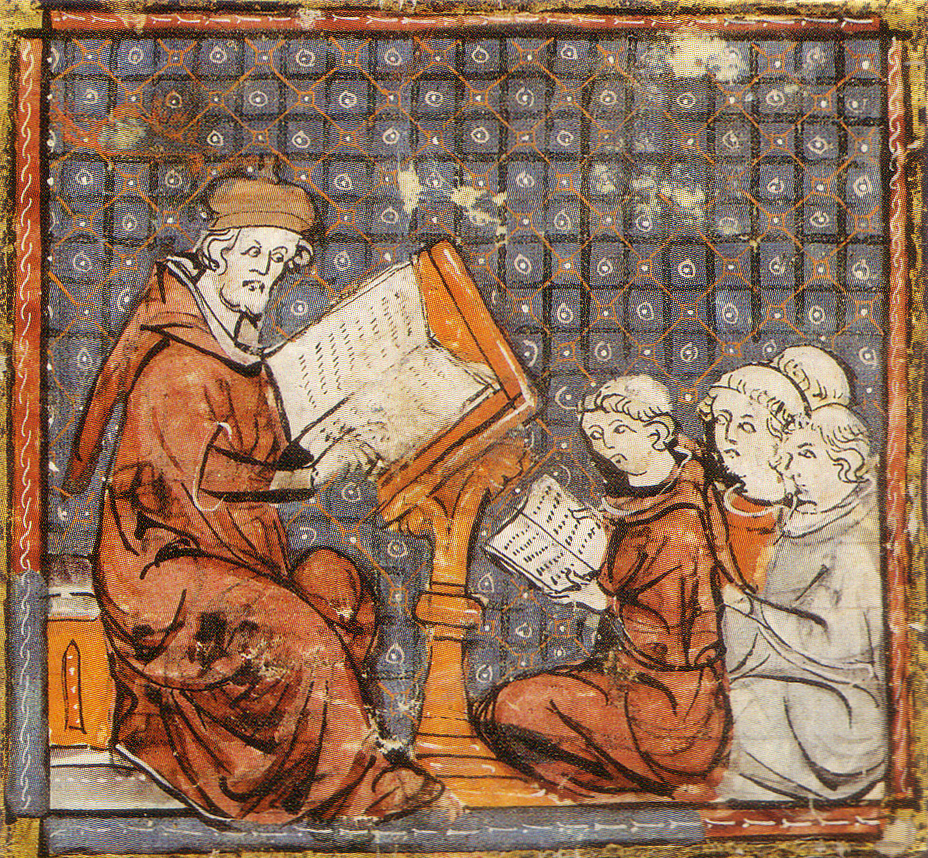
Wykład na Uniwersytecie Paryskim, uczniowie w tonsurach siedzą na podłodze (ilustracja z Grandes Chroniques de France, koniec XIV w.)

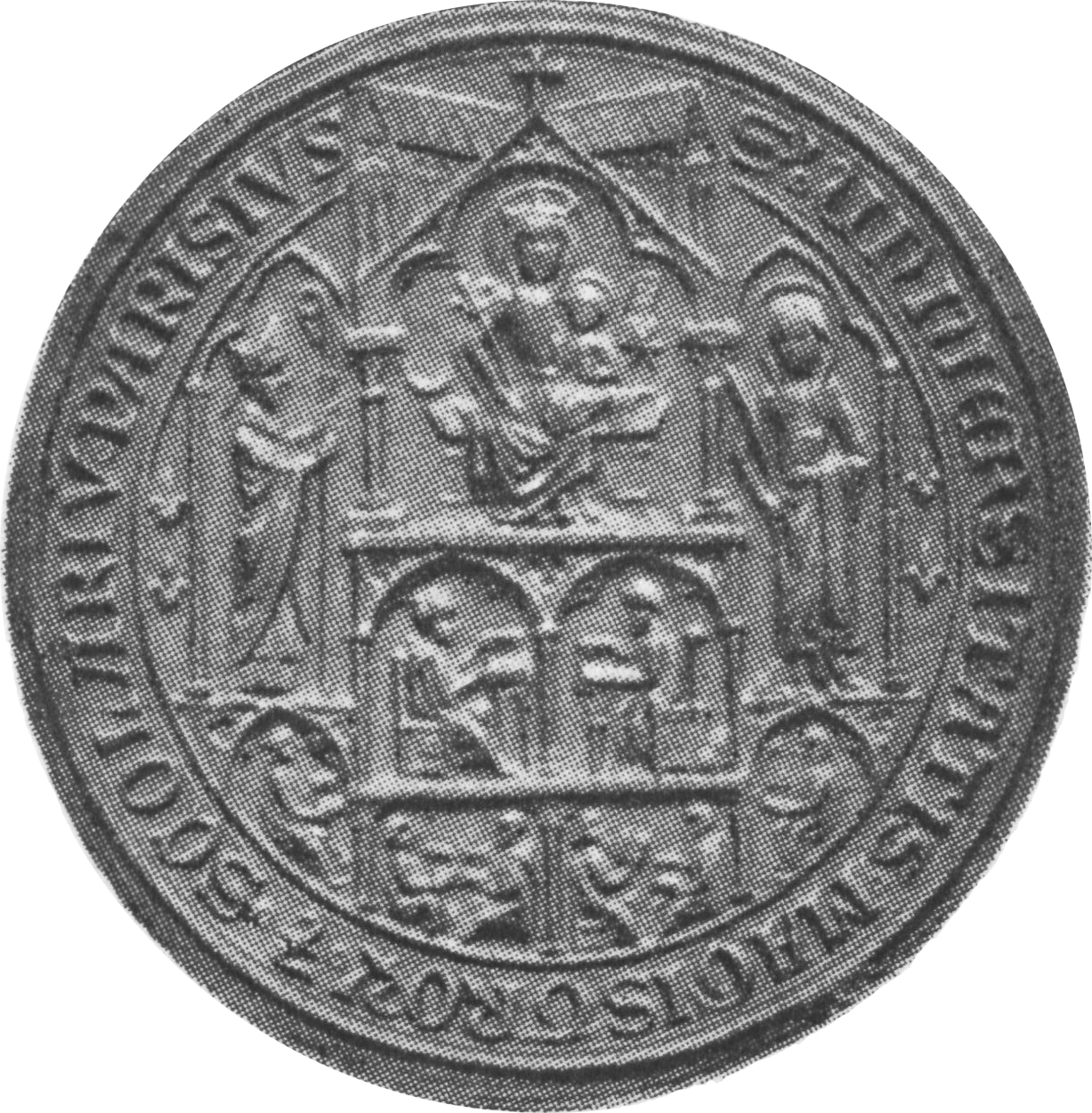
Pieczęć Uniwersytetu Paryskiego (1292 r.)

Pod koniec XI wieku  Wilhelm z Champeaux zaczął nauczać w Paryżu sztuk wyzwolonych i teologii. Kiedy po latach przeniósł się poza Paryż, dołączając do wiktorynów, jego były uczeń, Piotr Abelard, założył własną szkołę, poza murami miejskimi Paryża, w Montagne Sainte-Geneviève (lata trzydzieste XII wieku). W latach czterdziestych XII wieku w Paryżu nauczało już wielu mistrzów, takich jak Albéric de Monte, Robert z Melun, Peter Helias, Adam du Petit-Pont, Gilbert z Poitiers, Thierry z Chartres czy Piotr Lombard. Paryż stał się jednym z najważniejszych centrów intelektualnych Europy, do którego żacy przybywali po nauki z daleka. W tym też czasie zaczęły się kształtować podstawy instytucjonalne późniejszego uniwersytetu paryskiego.

### Rozwój

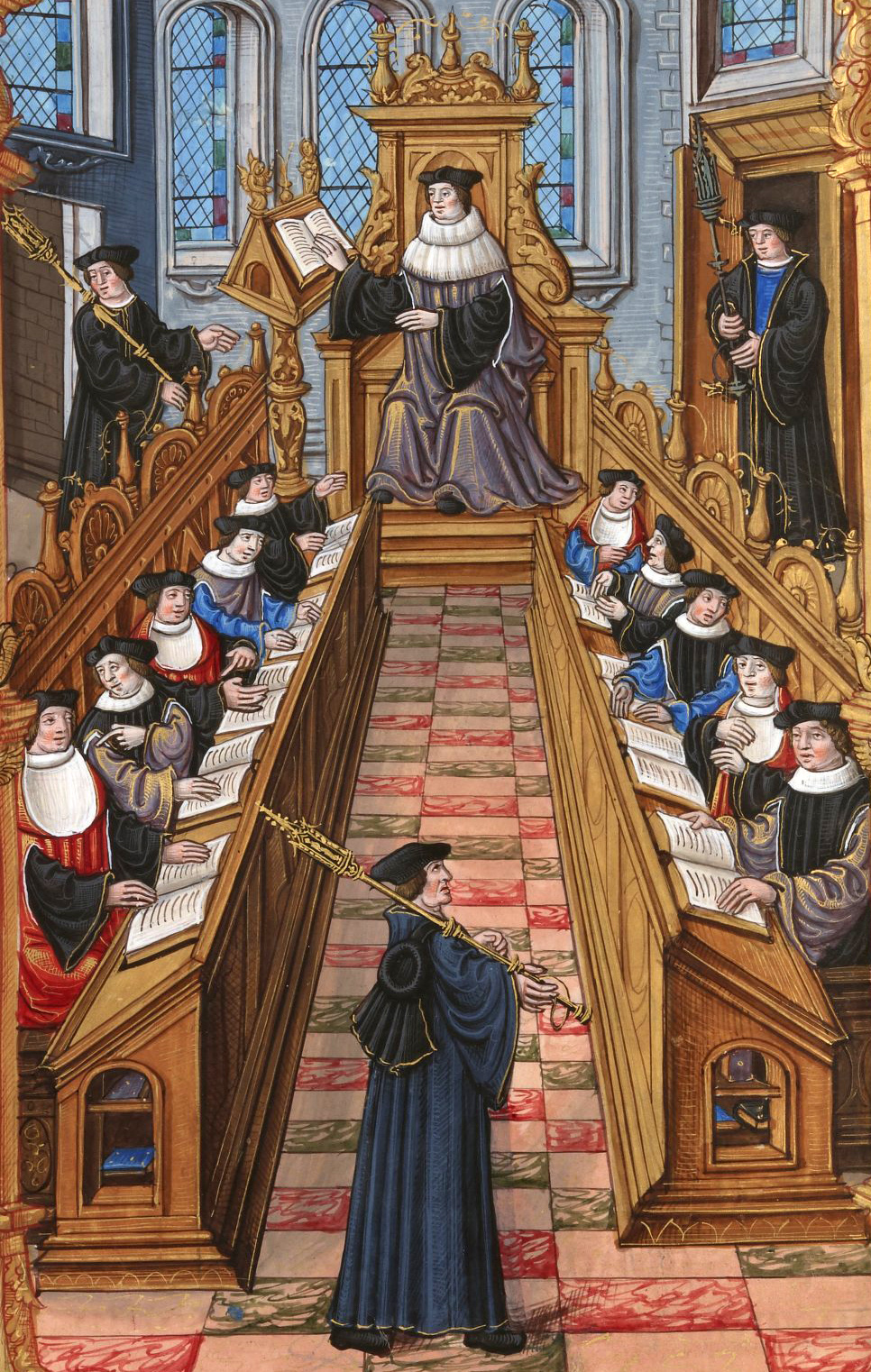
Zebranie doktorów na Uniwersytecie Paryskim

Początkowo nie trzeba było spełniać żadnych warunków, by rozpocząć nauczanie. Kwestie te zostały stopniowo unormowane pod koniec XII wieku przez papieży, którzy określili sposoby otrzymania licencji na nauczanie (licentia docendi). Z 1208 roku pochodzi pierwsza wzmianka o korporacji (universitas) mistrzów (nauczycieli). W tym okresie mistrzowie byli więc już zrzeszeni i cieszyli się autonomią instytucjonalną w stosunku do lokalnych władz, obejmującą m.in. własną jurysdykcję karną. Paryż, Bolonia i Neapol stworzyły trzy odmienne modele uniwersytetu. Model boloński i neapolitański stopniowo zostały zarzucone, natomiast paryski stał się podstawą ustroju współczesnych uniwersytetów.  Uniwersytet Paryski był podporządkowany bezpośrednio miejscowemu biskupowi, który często wpływał na kształt i dobór nauczanych treści. Obowiązywały na nim ścisłe, podobne do zakonnych, reguły, a większość nauczających i uczących się stanowili duchowni. Rektor wybierany był z grona nauczającego.
Uniwersytet nie miał jednolitej struktury. Nauka podzielona była na fakultety: teologiczny, sztuk wyzwolonych, prawa, później również medycyny. W ramach uniwersytetu działały też organizacyjnie odrębne kolegia. Były to fundacje, które miały służyć pomocą dla uboższych studentów. Początkowo były to bursy z własnymi źródłami finansowania i statutami organizacyjnymi danymi przez fundatora, w których żacy prowadzili wspólne życie kierowane podobną do klasztornej regułą. Z czasem rola kolegiów rosła. Zyskiwały one własne budynki w których prowadzono nauczanie, budynki sakralne, biblioteki. Pod koniec średniowiecza w Paryżu było ok. siedemdziesiąt kolegiów, z których najsłynniejsze było Collège de Sorbon założone około 1257 roku przez kapelana Roberta de Sorbon, które przekształciło się w dzisiejszą Sorbonę. 
Dodatkowo, członkowie uniwersytetu podzieleni byli na nacje – korporacje akademickie, opierające się o ogólną przynależność geograficzną scholarów. Na Uniwersytecie Paryskim działały nacje: francuska (dla scholarów z Île-de-France i obszaru śródziemnomorskiego), normańska (Normandia i Bretania), pikardyjska (Pikardia i Niderlandy) oraz angielska (Anglia, Niemcy i Skandynawia). Nacje zachowywały pewną autonomię i miały wpływ na organizację studiów swoich członków. Pod koniec średniowiecza zaczęły tracić na znaczeniu.

### Nowożytność
Pod koniec średniowiecza Uniwersytet Paryski stracił na znaczeniu. Poszczególne monarchie narodowe otwierały własne uniwersytety, co w konsekwencji przynosiło ograniczenie liczby zagranicznych żaków w starszych placówkach. Stopniowo traciły one na międzynarodowym znaczeniu.
W XV wieku legat papieski Guillaume d’Estouteville przystąpił do reformy uniwersytetu, mającej oczyścić go z błędów i nadużyć. Większe zmiany zostały przeprowadzone w wieku XVII przez świeckie władze Francji, przystosowującego jego nauczanie do warunków epoki nowożytnej. Na znaczeniu zyskiwała Sorbona, która przestała być tylko kolegium wspomagającym uczniów, lecz stała się na wpół odrębną instytucją, nauczającą teologii. Jej uczniowie i wykładowcy (Société de Sorbonne) zaczęli odgrywać najważniejszą rolę na uniwersytecie. W pierwszej połowie XVII w. staraniem absolwenta Sorbony, kardynała Richelieu, wybudowano nową siedzibę Sorbony i to tutaj przeniósł się ciężar działalności całego uniwersytetu.
Uniwersytet Paryski zakończył swoją działalność podczas rewolucji francuskiej. Decyzją Konwentu Narodowego z 15 października 1793 roku uniwersytet utracił wydziały teologii, medycyny, sztuk oraz prawa.

### Współczesność
W 1806 roku odtworzono Uniwersytet Paryski, umiejscawiając jego administrację w budynkach Sorbony. Stąd odrodzony uniwersytet był często określany tą nazwą. W tej postaci uniwersytet istniał do roku 1970, kiedy wskutek protestów studenckich w 1968 roku podzielono go na 13 odrębnych uczelni:
- Université de Paris I Panthéon-Sorbonne,
- Université de Paris II Panthéon-Assas,
- Université de Paris III Sorbonne Nouvelle,
- Université de Paris IV Paris-Sorbonne,
- Université de Paris V Descartes,
- Université de Paris VI Pierre et Marie Curie,
- Université de Paris VII Diderot,
- Université de Paris VIII Vincennes Saint Denis,
- Université de Paris IX Dauphine,
- Université de Paris X Nanterre,
- Université de Paris XI Paris-Sud,
- Université de Paris XII Val de Marne,
- Université de Paris XIII Paris-Nord.

W styczniu 2018 połączyły się Université Pierre et Marie Curie (Paris VI) i Université Paris Sorbonne (Paris IV) tworząc Sorbonne Université.